# III. Murszilisz hettita király
III. Murszilisz (hurri nevén Urḫi Tešub, luvi ) hettita király elődjének, II. Muvatallisznak fia volt. Ezen a tényen kívül nem sok konkrét adat áll rendelkezésre uralkodásáról, mivel apja idejében nem említik a források, utódja (III. Hattuszilisz, aki a nagybátyja volt) nem nevezhető elfogulatlannak, ezért a tőle származó források erős kritikával kezelendők. Feleségéről semmit sem tudunk. Annak alapján, hogy uralkodása alatt apja mostohaanyját, II. Murszilisz második feleségét, Tanuhepát nevezték „Nagy Királynőnek”, elképzelhető lenne, hogy egyáltalán nem volt családja, azonban egyes utalások alapján valószínűsíthető, hogy volt egy fia, Hartapu. A korábbi szakirodalom szerint öt évig uralkodott, azonban Hattuszilisz feliratai a 7. uralkodási évét is említik.
A Muvatallisz idejéből származó iratok nem nagyon említik Mursziliszt. Valószínűleg nem vett részt sem a politikában, sem a hadjáratokban. Nem tudni azt sem, hogy amikor Muvatallisz Tarhuntasszaszba helyezte székhelyét, vele tartott-e, vagy sem. Annyi bizonyosnak tűnik, hogy az ő székhelye Hattuszaszban volt, mivel egy forrás szerint visszavitte az isteneket Tarhuntasszaszból Hattuszaszba. Itt viszont Hattuszilisz befolyása érvényesült.
Murszilisz egyértelműen örököse volt Muvatallisznak, örökségének átvétele azonban nem volt sima ügy. Egyesek megvádolták azzal, hogy benne volt a keze apja halálában. Hattuszilisz (ebből a szempontból megbízhatatlan) írásos forrásai szerint nagybátyja erélyes fellépése tette lehetővé, hogy elfoglalja a trónt. Ennek ára az volt, hogy Hattuszilisz önálló királyságként kapta meg Hakpiszt Felső-Hattiban.
Murszilisz uralkodásának katonai tevékenységéről is alig néhány adat maradt fenn. Ezek közül fontos Nerik városának visszaszerzése a kaszkáktól. Hattuszilisz ettől kezdve Teszub főpapja is lett. Hattuszilisz a Bocsánatkérés címen ismert feliratában azt állítja, hogy Murszilisz elvette tőle Szamuhát, Pálát és Tummanát, és csak Hakpiszt hagyta meg neki. Úgy tűnik, Hakpisz és Nerik visszaszerzése is célja volt, vagyis egyesíteni akarta a hettita területeket, ahogy az illik egy hettita királyhoz, de ez nagybátyja ellenállásába ütközött. Hattuszilisz írásaiban Murszilisz szinte bűnözőként jelenik meg, amivel az unokaöcs elleni lázadást igyekszik jobb színben feltüntetni.
A királyhű haderőt Sipa-citi, a felföldi haderő parancsnoka vezette, aki Pála és Tummana tartományokat is visszaszerezte Hattuszilisztől. Talán még Ahhijava és Mira volt Murszilisz szövetségese. Szeha királya, Maszturi állt Hattuszilisz mellett, valamint némileg meglepő módon Murszilisz öccse, Kuruntijasz (Ulmi-Teszup). Ő később Tarhuntasszasz uralkodói címét kapta jutalmul. A belháború Hallava és Kusszurija városok ostroma körül forgott, végül Maszturi harci szekereseinek beavatkozása lehetett a döntő mozzanat. Murszilisz elmenekült, és egészen Egyiptomig, a legnagyobb ellenség földjéig futott. Ez okból Hattuszilisz és II. Ramszesz majdnem újabb háborút kezdett. Később a hettita-egyiptomi békeszerződés egy külön passzusa rendelkezett a politikai menekültek státuszáról, amely valószínűleg kifejezetten Murszilisz kiadatása miatt került bele. Murszilisz ekkor teljesen eltűnik a történelemből, valószínűleg Ramszesz kiadta őt nagybátyjának.
Murszilisz alatt a belháborúk lehetetlenné tették a külső fenyegetések elhárítását, ezért sem kaphatott hettita segítséget Vaszasatta, Mitanni utolsó független uralkodója, aki végül meghódolt I. Adad-nirári előtt, amely aktussal Mitanni végleg megszűnt, és a hettita királyság közvetlenül határos lett Asszíriával.

## Külső hivatkozások
Hittites.info